# Asesinato de Yuni Carey
El asesinato de Yuni Carey ocurrió el 17 de noviembre de 2020 en Miami, cuando Ygor Arruda Souza, su pareja, la apuñaló numerosas veces. Arruda Souza llamó a emergencias y fue detenido por el homicidio de Yuni Carey, una modelo y activista por los derechos de las personas transgénero.

## Yuni Carey
Yunieski «Yuni» Carey Herrera era una modelo y activista por los derechos de las personas trans nacida en Santa Clara, Cuba. Carey migró a Florida, donde desde 2004 se hizo conocida en el circuito de clubes nocturnos como bailarina. Además compitió en diversos certámenes de belleza, participó como delegada cubana en el Miss Trans Star Internacional de 2019, donde fue galardonada con la diadema de Miss Beyond Crown. También ganó la corona de Miss Trans Global, concurso celebrado en Barcelona en 2019.
En 2011 quedó en el Top 10 en el concurso Miss International Queen en Tailandia.

## Hechos
A las 4:25 am, el servicio de emergencias 911 recibió la llamada de Ygor Arruda Souza, un modelo y bailarín de 27 años y de origen brasileño, en la que aseguró haber apuñalado en varias ocasiones a Yuni Carey, una modelo de 39 años. Los hechos ocurrieron en un apartamento de la Art Plaza Tower, en el 58 NE 14th St., cerca del Adrienne Arsht Center for the Performing Arts de Miami, en el estado de Florida.
Cuando la policía llegó al lugar, detuvo a Arruda Souza, quien alegó que tenía problemas de drogas por el consumo de metanfetaminas. El apuñalamiento se realizó en la cara y cuello de Carey con un cuchillo y tenedor, mientras la víctima se encontraba descansando en su cama tras una jornada de trabajo. Posteriormente, ya en dependencias judiciales, confesó el crimen y que apuñaló a Carey por "un ataque de celos" ya que la modelo iba a romper la relación. El equipo forense determinó que Carey había sido apuñalada hasta en 36 ocasiones.
Arruda Souza fue detenido en el Centro Correccional Turner Guilford Knight; tenía un historial de violencia, lo que fue registrado en los archivos judiciales del condado de Miami-Dade. Había sido arrestado en enero de 2020 por tres cargos de agresión. En el momento del asesinato, se encontraba en libertad bajo fianza y en situación irregular migratoria. Los cargos que se le imputaron fueron de asesinato en segundo grado y un cargo de agresión agravada.
El Centro LGBT de Los Ángeles emitió un comunicado donde la reconocía como la víctima n.º 37 de la violencia transfóbica. Así mismo, se utilizó el hashtag #TransLovesMatter para denunciar los hechos de violencia a las que se enfrenta la comunidad transgénero y de género no conforme en Estados Unidos. Human Rights Campaing también se unió a las muestras de repulsa por el crimen.

## Homenajes
El 20 de noviembre de 2020, tres días después del asesinato, se realizó un homenaje en el club nocturno Azúcar de Miami, donde se recaudaron fondos para los gastos funerarios.
Desde 2022, el premio Miss Beyond Crown, obtenido por Carey en 2019 en la edición de ese año del Miss Trans Star Internacional, fue rebautizado como Yuni Carey Award, para premiar a las concursantes que con sus acciones defiendan, promuevan y reclamen los derechos de la comunidad trans en el mundo.